# قناة العفاسي
قناة العفاسي تي في قناة دينية كويتية خاصة، أنشئها الشيخ القارئ مشاري راشد العفاسي. كان يتبع لها إذاعة العفاسي على الراديو، وهي تبث القرآن الكريم والأناشيد الدينية والمقاطع ذات العبر المصحوبة بالأحاديث والآيات وتم غلق القناة بشكلٍ نهائي بعد مرور 15 عاماً على إطلاقها.
في 30 أبريل 2024، أعلن مشاري العفاسي عن عودة القناة لنشاطها السابق.